# Domnall Óc mac Domnaill Ruaid
Donnall Óc mac Domnaill Ruaid Mac Carthaigh Mór (mort le 24 septembre 1306) membre de la dynastie Mac Carthy, 15e prince de Desmond de 1302 à sa mort.

## Contexte
Domnall Óc est le fils aîné et successeur de  Domnall Ruad mac Cormaic Finn en 1302. Il entre en guerre contre son parent Domnall Máel Cairpreach  Mac Carthaigh Riabhach (mort en 1310)  qui le fait prisonnier en 1306. Chargé de chaînes, Domnall Oc est enfermé dans une étroite prison où selon les annales d'Innisfallen il est mis à mort ce qui « choque tant les Gaëls que les Étrangers » Il a comme successeur son oncle Donnchad  Carrthainn mac Cormaic Finn, mais il laisse deux enfants:
- Diarmait Óc mac Domnaill Óic,  dit de Tralee roi de Desmond de 1310 à 1325
- Cormac mac Domnaill Óic, roi de Desmond de 1325 à 1359

## Source
- (en) T.W Moody, F.X. Martin et F.J. Byrne, A New History of Ireland IX Maps, Genealogies, Lists. A companion to Irish History part II, Oxford, Oxford University Press, 2011, 690 p. (ISBN 978-0-19-959306-4).